# Пам'ятник Сталінові (Запоріжжя)

Перший пам'ятник Сталіну під час церемонії відкриття 5 травня 2010

Пам'ятник Сталінові в Запоріжжі — погруддя Йосипові Сталіну, що було розміщене на території місцевого обласного комітету КПУ з травня 2010 року по 31 грудня 2010 року, та пам'ятник в скляній прибудові будинку обласного комітету КПУ, відкритий 7 листопада 2011.

## Параметри
Погруддя стояло перед нещодавно побудованою триповерховою будівлею Запорізького обласного комітету КПУ, що знаходиться в Олександрівському районі міста, між Малим ринком та вулицею Грязнова на вулиці Комунарівській. Загальна висота разом з гранітним постаментом становила близько 2,5 метрів.

## Встановлення
Встановлення погруддя Сталіну в Запоріжжі ініціювала Запорізька міська організація КПУ в грудні 2009 року. За інформацією ініціатора його зведення обійшлось у близько 90 000 гривень, з яких 50 000 пожертвував житель Харкова Іван Шеховцов, колишній прокурор, що в період Перебудови став відомим, як автор 16 позовів з метою захисту честі та гідності Сталіна, а також багатьох статей в пресі з «викриттями очорнювачів» Сталіна.
Погруддя керівникові СРСР було відкрито 5 травня 2010 року. З нагоди відкриття пам'ятника комуністи провели мітинг як «зустріч із народними депутатами», яку очолив нардеп-комуніст Олексій Бабурін, позаяк офіційного дозволу на проведення мітингів на цей день міськрада не дала. Однією з причин цього рішення міськради було значне збурення громадської думки викликане повідомленнями про встановлення пам'ятника і заявки місцевих громадських організацій на проведення протестів у той самий день.
Під час церемонії відкриття пам'ятника померла 71-річна жінка член КПУ, також було госпіталізовано трьох ветеранів.
Після відкриття погруддя в Запоріжжі КПУ також ініціювала встановлення пам'ятника Сталіну в Одесі. 56,7 % опитаних соціологічною службою Центру Разумкова негативно поставились до ініціатив щодо установки пам'ятників Йосипу Сталіну в містах України.

## Обезголовлення
Увечері 28 грудня пам'ятник було пошкоджено, відбито голову у погруддя. Відповідальність за пошкодження пам'ятника Йосипу Сталіну в Запоріжжі взяла на себе Всеукраїнська організація «Тризуб» імені Степана Бандери. Запорізький осередок КПУ спочатку заперечував факт пошкодження пам'ятника, потім заявив, що пам'ятник було відновлено. Увесь цей час погруддя було накрите брезентом проте під ним була помітна відсутність голови.

## Ліквідація
31 грудня близько 23.30 пам'ятник Сталіну було підірвано невідомими. В результаті погруддя було цілковито знищено, пошкоджено фасад осередка КПУ, проте постамент уцілів. Відповідальність на себе за цей акт взяла на себе, раніше не відома, організація «Рух Першого Січня». Про це організація повідомила у своїй офіційній заяві:
|  | На честь 102 річниці з дня народження Провідника українського народу Степана Бандери спеціальною боївкою Руху Першого Січня було підірвано капище ката України – Сталіна (Джугашвілі). Це тільки перша наша акція по знищенню ворогів української нації. Нашими наступними цілями стануть антиукраїнські чиновники, поліцаї та бандити з „СБУ”, прокурори та судді, які переслідують українських патріотів. Ми знищимо на нашій святій українській землі всіх сіоністів та їх погані синагоги, їм не буде пощади! Закликаємо всіх патріотів гуртуватися в автономні боївки, тренуватися та вивчати військову справу і підривні матеріали. Наш час настав, Національна Революція не за горами! Воля або смерть! |

1 січня близько 1:00 у власній квартирі представниками міліції було затримано заступника голови Запорізького осередку ВО «Свобода» з молодіжних питань Юрія Гудименка. Близько 9:00 співробітники МВС затримали голову Запорізького осередку ВО «Свобода» Віталія Подлобнікова. Їм було висунуто звинувачення в підриві пам'ятника, які вони відкинули. Їхніми однопартійцями було висловлене припущення про те, що «без п'яти хвилин парламентська партія, можливо, стала жертвою провокації політичних опонентів».
Управлінням внутрішніх справ у Запорізькій області було оголошено про те, що пам'ятник Сталіну був зруйнований, швидше за все, за допомогою саморобного вибухового пристрою в господарській сумці.
1 січня перший секретар Запорізького обкому КПУ Олексій Бабурін заявив що бюст Сталіну буде відновлено. При цьому він сказав, що «Сталін жив, Сталін живий, Сталін буде жити, у тому числі і у формі пам'ятника». За його словами, новий пам'ятник буде зроблено стійкішим до вибухів та інших можливих дій, спрямованим на його руйнування. Зруйнований же пам'ятник усередині був порожнистим, тому відносно легко був знищений вибухом. Бабурін оцінив загальну суму збитку в результаті підриву пам'ятника на суму 270 тис. грн. За його словами, в результаті вибуху будинок осередку КПУ отримав пошкодження. Зокрема, було вибито майже всі склопакети.

Світлини з місця вибуху

## Вирок суду проти «тризубівців»
12 грудня 2011 Жовтневий райсуд Запоріжжя виніс вирок «тризубівцям» у справі про пошкодження пам'ятника Йосипу Сталіну. Роман Хмара отримав 3 роки з відстрочкою 3 роки, Василь Лабайчук — 3 (відстрочка 1), Едуард Андрющенко — 2 (відстрочка 1), Пилип Таран — 3 (відстрочка 1), Юрій Пономаренко — 3 (відстрочка 3), Василь Абрамів — 3 (відстрочка 2), Анатолій Онуфрійчук — 2 (відстрочка 1), Олексій Зануда — 3 (відстрочка 2), Віталій Вишнюк — 3 (відстрочка 1). Також суд постановив відшкодування матеріальних збитків на суму 109 820 гривень. Вищий спеціалізований суд 2013 року залишив вирок у силі

## Відновлення пам'ятника

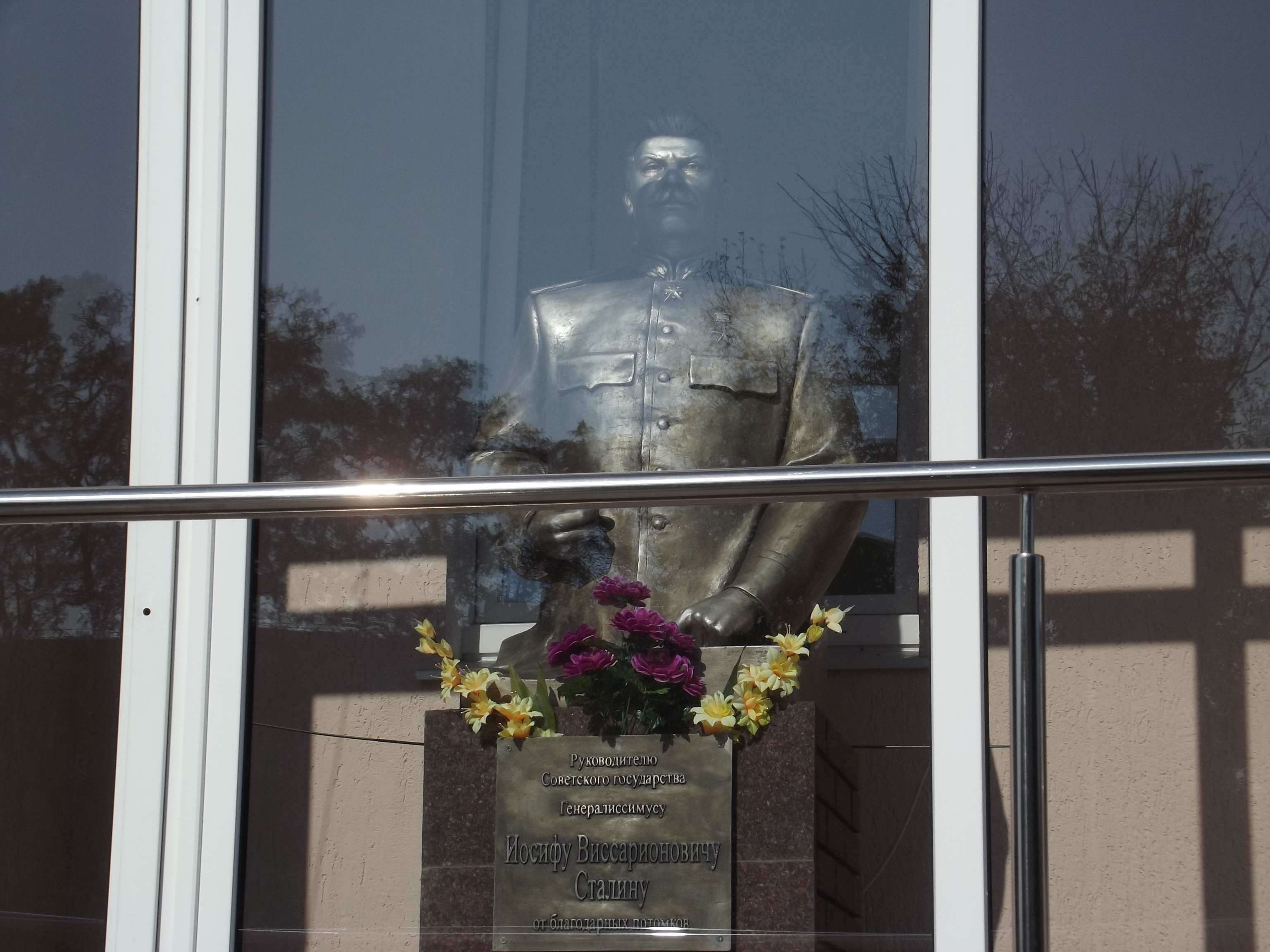
Відновлений пам'ятник у скляній прибудові (демонтований)

7 листопада 2011 запорізький обласний комітет КПУ відкрив новий пам'ятник Сталіну. Пам'ятник було встановлено у скляній прибудові біля входу до будівлі обкому, також будинок обнесли металевою огорожею. З іншого боку від входу, у такій же прибудові, розташувався пам'ятник Зої Космодем'янській.

## Остаточна ліквідація
В день пам'яті жертв Голодомору в Україні 1932—1933 років, в суботу 25 листопада 2017 року відновлений пам'ятник Сталіну було остаточно зруйновано. Його уламки принесено і кинуто до підніжжя меморіалу жертвам Голодомору.

## У творчості
Український музикант Орест Лютий цій події присвятив свою пісню «Взорвали бюста в саду біля обкому».

## Виноски
1. 1 2  У Запоріжжі пам'ятник Сталіну засклили [Архівовано 2 серпня 2012 у Wayback Machine.] ForUm
2. ↑  У Запоріжжі таки відкриють пам'ятник Сталіну [Архівовано 31 серпня 2010 у Wayback Machine.] УП
3. ↑  Сталин LOVE. Сталин жив. О том, кто финансировал памятник в Запорожье. Архів оригіналу за 23 вересня 2014. Процитовано 1 січня 2011.
4. ↑  На відкритті пам'ятника Сталіну померла жінка gazeta.ua
5. ↑  Через Сталіна померла жінка, госпіталізували трьох ветеранів. Архів оригіналу за 11 серпня 2010. Процитовано 1 січня 2011.
6. ↑  Комуністи хитрістю встановили Сталіна в Запоріжжі [Архівовано 9 вересня 2010 у Wayback Machine.] УП
7. ↑  Обезголовлений скандальний пам'ятник Сталіну? ВІДЕО. Архів оригіналу за 31 грудня 2010. Процитовано 1 січня 2011.
8. ↑  Відповідальність за голову Сталіна взяла на себе «мобільна група». Архів оригіналу за 1 січня 2011. Процитовано 1 січня 2011.
9. ↑  Пам'ятник Сталіну відновили. Архів оригіналу за 1 січня 2011. Процитовано 1 січня 2011.
10. ↑  У Запоріжжі підірвали пам'ятник Сталіну. Архів оригіналу за 14 грудня 2018. Процитовано 1 січня 2011.
11. ↑  Відповідальність за підрив пам'ятника Сталіну взяла на себе організація «Рух Першого Січня». Офіційна заява. Архів оригіналу за 18 січня 2012. Процитовано 1 січня 2011.
12. ↑  Вибух пам'ятника Сталіну: Свобода заявила про затримання лідерів запорізького осередку. Архів оригіналу за 20 січня 2011. Процитовано 1 січня 2011.
13. ↑  До «свободівців», які не визнають провину, не пускають адвокатів. Архів оригіналу за 4 січня 2011. Процитовано 1 січня 2011.
14. ↑  МВС: Пам'ятник Сталіну в Запоріжжі знищений за допомогою саморобного вибухового пристрою. Архів оригіналу за 20 січня 2011. Процитовано 1 січня 2011.
15. ↑  Комуністи відновлять знищений пам'ятник: Сталін живий і буде жити. Архів оригіналу за 4 січня 2011. Процитовано 4 січня 2011.
16. ↑  Тризубівцям дали за голову Сталіна по 3 і 2 роки. Архів оригіналу за 7 січня 2012. Процитовано 12 грудня 2011.
17. ↑  "Тризубівці", які відпиляли Сталіну голову, програли апеляцію. tvi.ua. 27 червня 2013. Архів оригіналу за 10 травня 2015. Процитовано 13 вересня 2013.
18. ↑  У Запоріжжі розбили пам'ятник Сталіну [Архівовано 29 березня 2018 у Wayback Machine.] сайт Bbc.com/ukrainian